# José Enrique Pinedo
José Enrique Pinedo (25 de noviembre de 1948 en Caracas, Venezuela) es un compositor venezolano reconocido nacional e internacionalmente por sus composiciones populares.
Autodidacta. 
Desde temprana edad José Enrique se inclinó hacia la ejecución musical mediante instrumentos de cuerda, siendo los principales el Cuatro  y la guitarra. 
Muy pronto sin embargo, perfiló su búsqueda hacia un campo de mayores recursos, tales como la creación musical por medio de computadoras y sistemas digitales, sintetizadores y teclados, plasmando a través de ellos ese espíritu apasionado, romántico, alegre y seductor que encierran sus obras.
Para alcanzar una máxima expresión artística, estudió canto con los Maestros Carlos Almenar Otero y Félix Formental.
Fragmentos de algunas de sus composiciones e interpretaciones pueden escucharse en su página web.
- Datos: Q5939445